# Sommer-Universiade 1999/Judo
Die Judo-Wettbewerbe der Sommer-Universiade 1999 fanden vom 8. bis zum 11. Juli im spanischen Palma de Mallorca statt. Es handelte sich um die dritte vierte Austragung dieser Sportart bei den Studentenweltspielen und erstmals wurden gleich viele Bewerbe für Frauen und Männer angeboten. 

## Ergebnisse Männer

### Extra-Leichtgewicht bis 60 kg
| Platz | Athlet          | Land |
| ----- | --------------- | ---- |
| 1     | Yacine Douma    | FRA  |
| 2     | Choi Min-chul   | KOR  |
| 3     | Nestor Chergian | GEO  |
| 3     | Manolo Poolot   | CUB  |

### Halb-Leichtgewicht bis 65 kg
| Platz | Athlet            | Land |
| ----- | ----------------- | ---- |
| 1     | Michihiro Omigawa | JPN  |
| 2     | Mussa Nastujew    | RUS  |
| 3     | Victor Bivol      | MDA  |
| 3     | Jozef Krnáč       | SVK  |

### Leichtgewicht bis 73 kg
| Platz | Athlet              | Land |
| ----- | ------------------- | ---- |
| 1     | Khaliuny Boldbaatar | MNG  |
| 2     | Eric Bonti          | GBR  |
| 3     | Michel Almeida      | POR  |
| 3     | Choi Young-sin      | KOR  |

### Halb-Mittelgewicht bis 81 kg
| Platz | Athlet                    | Land |
| ----- | ------------------------- | ---- |
| 1     | Edwin Steringa            | NED  |
| 2     | Konstantin Sawtschischkin | RUS  |
| 3     | Kazunori Kubota           | JPN  |
| 3     | Ruslan Rewenko            | UKR  |

### Mittelgewicht bis 90 kg
| Platz | Athlet            | Land |
| ----- | ----------------- | ---- |
| 1     | Keith Morgan      | CAN  |
| 2     | Armen Bagdasarov  | UZB  |
| 3     | Yosvany Despaigne | CUB  |
| 3     | Yoo Sung-yeon     | KOR  |

### Halb-Schwergewicht bis 100 kg
| Platz | Athlet          | Land |
| ----- | --------------- | ---- |
| 1     | Pedro Soares    | POR  |
| 2     | Ihor Horbokon   | UKR  |
| 3     | Iweri Jikurauli | GEO  |
| 3     | Juri Stjopkin   | RUS  |

### Schwergewicht über 100 kg
| Platz | Athlet               | Land |
| ----- | -------------------- | ---- |
| 1     | Yasuyuki Muneta      | JPN  |
| 2     | Dennis van der Geest | NED  |
| 3     | Kang Byung-jin       | KOR  |
| 3     | Vladimir Armentero   | CUB  |

### Offene Klasse
| Platz | Athlet                  | Land |
| ----- | ----------------------- | ---- |
| 1     | Alexandru Lungu         | ROU  |
| 2     | Ramas Tschotschischwili | GEO  |
| 3     | Takumi Saruwatari       | JPN  |
| 3     | Vladimir Armentero      | CUB  |

### Teambewerb
| Platz | Land     |
| ----- | -------- |
| 1     | Südkorea |
| 2     | Spanien  |
| 3     | Japan    |
| 3     | Ukraine  |

## Ergebnisse Frauen

### Extra-Leichtgewicht bis 48 kg
| Platz | Athlet              | Land |
| ----- | ------------------- | ---- |
| 1     | Atsuko Nagai        | JPN  |
| 2     | Park Sung-ja        | CUB  |
| 3     | Ilse Heylen         | BEL  |
| 3     | Frédérique Jossinet | FRA  |

### Halb-Leichtgewicht bis 52 kg
| Platz | Athlet             | Land |
| ----- | ------------------ | ---- |
| 1     | Legna Verdecia     | CUB  |
| 2     | Carolina Mariani   | ARG  |
| 3     | Antonia Cuomo      | ITA  |
| 3     | Georgina Singleton | GBR  |

### Leichtgewicht bis 57 kg
| Platz | Athlet                  | Land |
| ----- | ----------------------- | ---- |
| 1     | Driulis González        | CUB  |
| 2     | Michaela Vernerová      | CZE  |
| 3     | Khishigbatyn Erdenet-Od | MNG  |
| 3     | Zheng Linli             | CHN  |

### Halb-Mittelgewicht bis 63 kg
| Platz | Athlet            | Land |
| ----- | ----------------- | ---- |
| 1     | Daniëlle Vriezema | NED  |
| 2     | Karen Roberts     | GBR  |
| 3     | Eszter Csizmadia  | HUN  |
| 3     | Risa Kazumi       | JPN  |

### Mittelgewicht bis 70 kg
| Platz | Athlet          | Land |
| ----- | --------------- | ---- |
| 1     | Sivelis Verones | CUB  |
| 2     | Miki Amao       | JPN  |
| 3     | Kate Howey      | GBR  |
| 3     | Leire Iglesias  | ESP  |

### Halb-Schwergewicht bis 78 kg
| Platz | Athlet            | Land |
| ----- | ----------------- | ---- |
| 1     | Céline Lebrun     | FRA  |
| 2     | Simona Richter    | ROU  |
| 3     | Mizuho Matsuzaki  | JPN  |
| 3     | Esther San Miguel | ESP  |

### Schwergewicht über 78 kg
| Platz | Athlet             | Land |
| ----- | ------------------ | ---- |
| 1     | Yuan Hua           | CHN  |
| 2     | Tea Dongusaschwili | RUS  |
| 3     | Daima Beltrán      | CUB  |
| 3     | Midori Shintani    | JPN  |

### Offene Klasse
| Platz | Athlet           | Land |
| ----- | ---------------- | ---- |
| 1     | Yuan Hua         | CHN  |
| 2     | Mayumi Yamashita | JPN  |
| 3     | Daima Beltrán    | CUB  |
| 3     | Lucia Morico     | ITA  |

### Teambewerb
| Platz | Land       |
| ----- | ---------- |
| 1     | Frankreich |
| 2     | Kuba       |
| 3     | Italien    |
| 3     | Südkorea   |